# ماوريسيو ألونسو رودريغيز
ماوريسيو ألونسو رودريغيز (بالإسبانية: Mauricio Alonso Rodríguez)‏ (12 سبتمبر 1945 بسان سلفادور في السلفادور - ) هو مدرب كرة قدم ولاعب كرة قدم سلفادوري في مركز الوسط، شارك في الألعاب الأولمبية الصيفية 1968 وكأس العالم 1970. وشارك مع منتخب السلفادور لكرة القدم. أما مع النوادي، فقد لعب مع أتلانتي إف سي ونادي سانتانيكوس أسوشيتد ونادي جامعة  السلفادور ‏ وAtlante San Alejo ‏.

## وصلات خارجية
- ماوريسيو ألونسو رودريغيز على موقع الاتحاد الدولي (مؤرشف)  (الإنجليزية)
- ماوريسيو ألونسو رودريغيز على موقع قاعدة بيانات كرة القدم.إي يو (الإنجليزية)
- ماوريسيو ألونسو رودريغيز على موقع Soccerway.com (الإنجليزية)
- ماوريسيو ألونسو رودريغيز على موقع عالم كرة القدم.نت (الإنجليزية)
- ماوريسيو ألونسو رودريغيز على موقع أوليمبيديا (الإنجليزية)